# Gunnera steyermarkii
Gunnera steyermarkii är en gunneraväxtart som beskrevs av L.E. Mora-osejo. Gunnera steyermarkii ingår i släktet gunneror, och familjen gunneraväxter. Inga underarter finns listade.